# Scrubs
Scrubs is een Emmy Award-winnende Amerikaanse sitcom, die op 2 oktober 2001 bij de NBC in première ging. Het is bedacht door Bill Lawrence en wordt hedendaags
geproduceerd door ABC. In Nederland wordt Scrubs uitgezonden door Comedy Central (en dochterzender Comedy Central Family), het netwerk dat in de Verenigde Staten ook herhalingen van de serie uitzendt. In 2008 zond Net5 enkele uitzendingen van het vierde seizoen uit. In Vlaanderen werd Scrubs uitgezonden op VIJF.

## Overzicht
De serie volgt de professionele en privélevens van het personeel van het ziekenhuis Sacred Heart, een fictief Amerikaans ziekenhuis. Vanuit de ogen van het hoofdpersonage John Dorian of 'J.D.' (Zach Braff) wordt de loopbaan van vier personages gevolgd. Dit houdt in; vanaf de eerste werkdag van J.D. tot en met het vertrek van J.D. bij Sacred Heart. De serie gebruikt onder andere een voice-over waarin de gedachtes van J.D. door hem zelf aan het publiek worden verteld, waarbij er veel parallellen tussen de verschillende subplots zijn. Ook wordt er gebruikgemaakt van het visueel weergeven van bepaalde gedachtegangen van J.D. om zowel een komisch als duidelijk beeld te geven van de situatie. Tegenover het regelmatig gebruik van humor staan dramatische scènes, die vaak gaan over de harde realiteit van het werk als dokter. De show heeft drie medische adviseurs in dienst, die ervoor zorgen dat alle medische gegevens in de show kloppen.
In tegenstelling tot de meeste sitcoms is er bij Scrubs geen lachband op de achtergrond te horen. Daardoor krijgt de serie in beeld veel meer het gevoel van een medische serie zoals ER of Grey's Anatomy. Veel van de afleveringen eindigen met een montage van beelden op muziek, terwijl J.D. in de voice over de verschillende verhaallijnen thematisch aan elkaar linkt. Hoewel in veel van de verhaallijnen medische zaken een rol spelen zijn de thema's die vaak voorkomen veel algemener zoals vriendschap, liefde en opgroeien.
De titel slaat op de chirurgische kleding, die in het Engels "scrubs" worden genoemd maar ook op de betekenis in slang, waar het dan staat voor de nieuwe en onervaren.

## Achtste en negende seizoen
Ondanks dat zowel Zach Braff als Bill Lawrence hebben gezegd dat het zevende seizoen het laatste seizoen zou zijn, werd door de Hollywood Reporter gemeld dat er gesprekken waren voor een achtste seizoen van Scrubs op ABC. Dit zou mede komen door de staking van de Writers Guild of America waardoor Lawrence geen goed einde kon schrijven voor de serie. Op 8 mei 2008 werd de laatste aflevering van seizoen zeven uitgezonden op NBC.
Op 28 april 2008 schreef Braff op zijn blog dat er inderdaad een achtste seizoen kwam met achttien nieuwe afleveringen, maar dat hij niet wist waar dit nieuwe seizoen zou worden uitgezonden. Op 12 mei 2008 bevestigde Braff op zijn MySpace dat Scrubs' laatste seizoen op ABC te zien zal zijn.
Gedurende dit seizoen, dat 6 januari 2009 begon, maakte Braff bekend dat hij het programma na het seizoen zou verlaten. Ook Judy Reyes en Bill Lawrence maakten bekend dat dit hun laatste seizoen zou zijn.
In 2010 is het negende seizoen geëindigd, dat eveneens werd uitgezonden op ABC. Het negende seizoen van Scrubs speelde zich af in een ander ziekenhuisgebouw en had andere hoofdrollen. Onder andere Carla en Janitor zijn niet meer te zien. Wél kwamen bekendere personages, zoals Dr. Cox, J.D., Chris Turk, Elliott Reid en The Todd terug. Het negende seizoen werd echter voortijdig afgekapt vanwege tegenvallende kijkcijfers.

## Muziek
Muziek is een belangrijk onderdeel in de serie en het komt voor dat een hele aflevering om een nummer heen geschreven is. De serie gebruikt vaak wat rustigere muziek van singer-songwriters of indiegroepen. Hoewel de hitserie Grey's Anatomy vaak wordt genoemd als de ontdekker van het nummer How to Save a Life van The Fray, was het nummer al eerder te horen in de aflevering My Lunch. De singer-songwriter Joshua Radin heeft dankzij de serie bekendheid vergaard in de Verenigde Staten toen het programma zijn muziek gebruikte in een van de afleveringen. Hoofdrolspeler Zach Braff zat op dezelfde school als Radin en heeft de muzikant dan ook voorgesteld. Braff, wiens film Garden State ook al veel geroemd werd om de muziek, is een van de personen die vaak helpt bij het uitzoeken van de muziek.
In seizoen zes werd de aflevering 'My Musical' uitgezonden, een aflevering in de stijl van Broadway-musicals.

## Rolverdeling
- Zach Braff als John Michael Dorian (J.D.). Begonnen als assistent in seizoen 1 maar klimt op tot arts.
- Donald Faison als Christopher Turk. De beste vriend van J.D. en op hetzelfde moment begonnen als assistent, daarna chirurg. In het laatste seizoen wordt hij, na lang aandringen bij dr. Cox, chief of surgery.
- Sarah Chalke als Elliot Reid. Samen met J.D. en Turk begonnen als stagiair en regelmatig 'love interest' van J.D. Van stagiair klom zij op als arts in de particuliere gezondheidszorg en later arts bij Sacred Heart. Elliot is neurotisch, vertelt vaak wat bizarre verhalen over haar jeugd, die erg willekeurig lijken, maar die uiteindelijk wel iets te maken hebben met waar ze oorspronkelijk over praatten. Elliot spreekt vloeiend Duits en heeft de gewoonte om in plaats van een krachtterm, het woord "frick" te gebruiken. In het laatste seizoen komen J.D en Elliot weer bij elkaar.
- John C. McGinley als Perry Cox. Een cynische dokter in het ziekenhuis en zogenaamd tegen zijn wil in de mentor van J.D.. Hij is de Residency Director voordat hij de nieuwe Chief of Medicine werd na het vertrek van Bob Kelso. Ondanks dat hij acht jaar lang gedaan heeft alsof hij J.D de meest irritante persoon in het ziekenhuis vindt bekent hij in de laatste aflevering dat hij J.D niet alleen als een uitmuntende dokter beschouwt maar ook als een vriend.
- Judy Reyes als Carla Espinosa. De hoofdzuster in het ziekenhuis, getrouwd met Turk. Carla komt uit de Dominicaanse Republiek en spreekt vloeiend Spaans. Tot haar grote frustratie denkt Turk nog steeds dat ze uit Puerto Rico komt ('For the last time, Turk, I'm Dominican!)
- Neil Flynn als The Janitor (de conciërge). Hij heeft sinds het begin van de serie een hekel aan J.D. Hij was namelijk iets aan een deur aan het repareren, toen J.D. op zijn eerste dag langskwam en een aardig gesprek wilde beginnen door voor te stellen dat er misschien een muntje in de deur vastzat. Als de Janitor inderdaad een muntje in de deur vindt, concludeert hij dat J.D. hiervoor verantwoordelijk is. In de aflevering My Musical zingt hij "It all started with a penny in the door. There was a hatred I had never felt before! So now I make him pay. Each and everyday. Until that mousse-haired little nuisance is no more." De Janitor wordt vaak gezien als de antagonist van de serie.
- Ken Jenkins als Bob Kelso. De baas van het ziekenhuis. Hij lijkt aardig maar is, volgens Dr. Cox, "wellicht de duivel zelf". Het gebeurt niet vaak dat hij zelf een patiënt behandelt en als hij dit wel doet, is de patiënt vaak iemand die veel geld heeft. Gaat uiteindelijk met pensioen maar komt wel elke dag terug in het café van het ziekenhuis omdat hij een levenslange voorraad muffins had gewonnen door te raden hoeveel koffiebonen er in een pot zitten. Uiteindelijk besluit hij om weer parttime te gaan werken.

## Bijrollen en tijdelijke rollen
- Christa Miller als Jordan Sullivan - Jordan is de ex-vrouw van dr. Cox. Later als ze weer bij elkaar zijn, komen ze erachter dat ze nooit zijn gescheiden door een fout van Ted, de advocaat van het ziekenhuis. Jordan en Perry zijn echter veel gelukkiger als ze zijn gescheiden, dus hebben ze dat alsnog gedaan. Jordan en Perry hebben een haat/liefde relatie en zij zit ook in het bestuur van het ziekenhuis. Samen hebben ze twee kinderen: een zoon Jack en een dochter met de naam Jennifer Dylan, een naam waar dr. Cox niet al te blij mee was omdat haar initialen J.D zijn. Het was J.D.'s idee om haar zo te noemen en Jordan, kwaad dat er niemand was om haar te feliciteren met haar dochter, accepteerde de naam.
- Robert Maschio als Todd (The Todd) Quinn - Todd is een chirurg die in hetzelfde jaar is begonnen als J.D. en Turk. Todd kan bijna van alles wat mensen zeggen, een seksueel getinte opmerking maken. Todd staat ook bekend om zijn high fives. Hij is de typische onintelligente chirurg, maar die erg goed is in opereren.
- Sam Lloyd als Theodore (Ted) Buckland - Ted is de advocaat van het ziekenhuis, die altijd over zich heen laat lopen door dr. Kelso. Ondanks dat Ted advocaat is, laat Kelso hem vaak andere klusjes opknappen, zoals het opruimen van naalden. Ted woont nog bij zijn moeder en kan helemaal niet voor zichzelf opkomen. Ook zit Ted in een bandje, met drie andere ziekenhuismedewerkers.
- Aloma Wright als Laverne Roberts en Nurse Shirley - Laverne is een zuster in het ziekenhuis die haar dag vooral doorbrengt met het kijken van soaps en het verspreiden en ontvangen van roddels. Laverne zit in een kerkkoor. Aan het eind van de aflevering 'My No Good Reason' in het zesde seizoen ligt Laverne in een coma door een auto-ongeluk. In de volgende aflevering 'My Long Goodbye' sterft zij. Later komt Wright terug in de serie als Nurse Shirley en krijgt van J.D. al snel de opmerking dat ze veel op Laverne lijkt.
- Travis Schuldt als Keith Dudemeister - We zien Keith voor het eerst in de eerste aflevering van het vijfde seizoen, 'My Intern's Eyes', waar we hem eigenlijk niet echt zien, maar wel door zijn ogen kijken. Hij loopt de hele dag met een lijst rond waarop staat "Find courage to talk" oftewel "Vind moed om te praten". Aan het eind van de aflevering zegt hij voor het eerst iets tegen J.D. In het vijfde seizoen krijgt Keith een relatie met Elliot. Een seizoen later vraagt hij haar ten huwelijk. Elliot heeft echter aan het einde van het zesde seizoen twijfels en het is nog maar de vraag of de trouwerij door zal gaan. In seizoen zeven blaast ze de bruiloft op het laatste moment af.
- Elizabeth Banks als Kim Briggs - Kim is voor het eerst te zien in de voorlaatste aflevering van het vijfde seizoen 'My Urologist'. J.D. ziet haar dan voor het eerst, maar zij zou al eerder dan hij in het ziekenhuis werken. Enkele scènes uit de vorige seizoenen worden getoond met Kim erin gezet. De reden waarom J.D. haar niet eerder gezien had is omdat ze een trouwring draagt en hij blijkbaar geen vrouwen kan zien die trouwringen dragen. In diezelfde aflevering wordt bekend dat Kim haar trouwring alleen draagt zodat men in het ziekenhuis niet denkt dat ze single is. J.D. en Kim gaan samen uit en Kim komt erachter dat ze zwanger is. Kim gaat later naar een ander ziekenhuis en als J.D. haar opzoekt zegt ze dat ze een miskraam heeft gehad. Later komt hij erachter dat ze nog steeds zwanger is.
- Mike Schwartz als Lloyd - Lloyd (gespeeld door Mike Schwartz, een van de schrijvers van Scrubs) is een postbezorger die vooral in serie zes regelmatig voorbij komt. Hij speelde als drummer mee in de door The Janitor opgerichte airband (seizoen vijf). Lloyd houdt van speedmetal. Hij komt in seizoen acht niet meer voor, maar er wordt nog wel even terloops gemeld dat hij is overleden toen hij aan het snorkelen was in zijn vaders zwembad. Later komt hij alsnog terug en vertelt dat hij zijn eigen dood heeft gespeeld omdat hij schulden had en vraagt de Janitor of hij hem geld wil lenen.
- Tara Reid als Danni Sullivan - Danni is de zus van Jordan Sullivan, ze krijgt een korte verhouding met J.D.
- Johnny Kastl als Doug Murphy - Doug (in hetzelfde jaar begonnen als J.D., Turk en Elliot) is een nogal nerveus en onzeker type. Hij krijgt van Dr. Cox dan ook al snel de bijnaam "nervous guy" (de nerveuze gast). Dr. Murphy is een waardeloze dokter die niet in staat is om patiënten in leven te houden. In seizoen vier ontdekt hij zijn ware roeping en is vanaf dat moment dokter in het mortuarium. Hij is juist zo goed in zijn werk in het mortuarium omdat hij tijdens zijn korte loopbaan als dokter veel fouten heeft gemaakt en zijn werk in het mortuarium bestaat uit het onderzoeken van de doodsoorzaken van de patiënten. Hij herkent veel van zijn eigen fouten terug in de overleden patiënten. Hij raakt regelmatig een overledene kwijt in het ziekenhuis die worden teruggevonden op de meest onwaarschijnlijke plekken.
- Tom Cavanagh als Dan Dorian - Dan is de broer van J.D. Hij heeft later de serie een korte verhouding met Elliot.
- Brendan Fraser als Ben Sullivan. De broer van Jordan, en beste vriend van Dr. Cox. Komt naar het ziekenhuis, nadat hij een spijker door zijn hand schiet. Nadat de wond hiervan niet goed geneest, laat Dr. Cox een bloedonderzoek doen. Uit dit onderzoek, blijkt dat Ben leukemie heeft. Na goed gereageerd te hebben op de chemo-kuur, mag hij naar huis. Komt nog eens terug in seizoen drie en sterft na een hartstilstand, precies in de periode dat Dr. Cox even weg is. Dr. Cox komt er op de begrafenis pas achter dat Ben dood is, na Ben de hele aflevering als geest te hebben gezien. Cox heeft veel moeite met het overlijden van Ben. Deze aflevering wordt door veel Scrubs-fans gezien, als beste aflevering (Seizoen drie, aflevering 14 My Screw Up). Deze aflevering wordt vooral geprezen door zijn sublieme muziekkeuze en de manier waarop duidelijk wordt gemaakt dat Dr. Cox veel om Ben geeft. De hele aflevering is een hommage aan de film The Sixth Sense. Ook de laatste aflevering van seizoen acht (My Finale) waarin het afscheid van J.D wordt beschreven is een aflevering die veel fans van Scrubs hoog hebben staan.
- Phill Lewis als dr. Hooch -  Hooch was in de serie een orthopedisch chirurg, totdat hij werd gearresteerd voor het gijzelen van vier stagiaires. Hij werd uiteindelijk in een gesticht geplaatst.

## Trivia
In de aflevering "My mirror image" (seizoen 6 aflevering 1) herkennen dr. Cox, J.D. en "janitor" zichzelf in een patiënt, deze patiënten worden ook door John C. Mcginley, Zach Braff en Neil Flynn zelf gespeeld.
In veel afleveringen wordt verwezen naar het eerste jaar van J.D. en Turk waar Turk zogenaamd wel/niet J.D.'s vriendin afpakte. Turk beweert dat hij en J.D.'s vriendin een waterballongevecht hadden en hun natte kleren uitdeden, toen waren ze koud en gingen samen in bed liggen. Er is dus niks gebeurd. J.D. gelooft dit niet, want hij vond nergens waterballonnen. Turk geeft later in de serie alsnog toe dat hij met J.D.'s vriendin naar bed is geweest.
Neil Flynn heeft meegespeeld in de film 'The Fugitive'. In 'My Friend the Doctor' (seizoen 3 aflevering 8), herkent J.D. hem wanneer hij naar de film kijkt en confronteert the Janitor ermee. Deze ontkent het en lacht hem ermee uit.